# Мурейка
Мурейка (Мурайка) — річка в Україні у Черкаському районі Черкаської області. Ліва притока річки Медянки (басейн Дніпра).

## Опис
Довжина балки приблизно 8,83 км, найкоротша відстань між витоком і гирлом — 6,57 км, коефіцієнт звивистості річки — 1,34. Формується декількома струмками та загатами. На деяких ділянках річка пересихає.

## Розташування
Бере початок на південно-східній стороні від села Мліїв в урочищі Гладунивщина. Тече переважно на південний схід через село Орловець і впадає в річку Мідянку, ліву притоку річки Сріблянки.

## Цікаві факти
- У селі Орловець річку перетинає автошлях Н01[3] (автомобільна дорога національного значення в Україні, Київ — Знам'янка. Проходить територією Київської, Черкаської та Кіровоградської областей.).
- У XX столітті на річці існувала вівце-тваринна ферма (ВТФ)[2].